# Frumușica
Frumușica es una comuna y pueblo de Rumania ubicada en el distrito de Botoșani.

## Demografía
Según el censo de 2011, tiene 5657 habitantes, mientras que en el censo de 2002 tenía 6117 habitantes. La mayoría de la población es de etnia rumana (94,96 %).
La mayoría de los habitantes son cristianos de la Iglesia Ortodoxa Rumana (95,42 %).
En la comuna hay seis pueblos (población en 2011):
- Frumușica (pueblo), 660 habitantes;
- Boscoteni, 649 habitantes;
- Rădeni, 1006 habitantes;
- Storești, 1054 habitantes;
- Șendreni, 710 habitantes;
- Vlădeni-Deal, 1578 habitantes.

## Geografía
Se ubica en el sur del distrito sobre la carretera E58.